# Jiangshanosaurus lixianensis
Jiangshanosaurus lixianensis es la única especie conocida del género extinto Jianshanosaurus ("lagarto de Jiangshan") de dinosaurio saurópodo titanosauriano, que vivió a mediados del período Cretácico, hace aproximadamente 105 millones de años, en el Aptiense, en lo que hoy es Asia. Sus restos fueron descubiertos en la Villa de Lixian, condado de Jiangshan, en la provincia de Zhejiang al este de China. La estructura del hombro del Jianshanosaurus es muy similar al del Alamosaurus. La especie tipo y única conocida, Jiangshanosaurus lixianensis fue descrita formalmente por Tang Feng y otros en 2001. El material conocido de J. lixianensis incluye los elementos del hombro, espalda,  pelvis,  fémur y la cola. Hasta ahora, poco se ha determinado sobre esta especie, sus hábitos o sus afinidades dentro de Titanosauria. Aunque Jiangshanosaurus inicialmente se colocó comiçu un Titanosaura avanzado, un artículo reciente considera que está fuera de Lithostrotia.